# Sarcobataceae
Sarcobataceae es una familia de plantas fanerógamas, la cual presenta un único género llamado Sarcobatus (=Fremontia) con 2 o 3  especies de Norteamérica. Las sarcobatáceas pertenecen al orden Caryophyllales.

## Especies
- Sarcobatus baileyi Coville (Sin.: Sarcobatus vermiculatus var. baileyi (Coville) Jeps.)
- Sarcobatus retusus K.Schum.
- Sarcobatus vermiculatus (Hook.) Torr.